# Jordanoleiopus femoralis
Jordanoleiopus femoralis är en skalbaggsart som beskrevs av Hunt och Stefan von Breuning 1957. Jordanoleiopus femoralis ingår i släktet Jordanoleiopus och familjen långhorningar. Inga underarter finns listade i Catalogue of Life.